# جورج ديفيز (لاعب كرة قدم بريطاني)
جورج ديفيز (بالإنجليزية: George Davies)‏ (1 مارس 1927 - 9 فبراير 2025) هو لاعب كرة قدم بريطاني في مركز نصف الجناح. لعب مع شيفيلد وينزداي ونادي تشستر سيتي ونادي أوزورتي تاون ‏ ونادي تلفورد يونايتد.